# 明心书院旧址
明心书院旧址，又称盲人院，位于中国广东省广州市荔湾区花地街道明心路5号。2002年7月，列入广州市文物保护单位。

## 历史
1912年，美籍医师冯西建明心书院，以便使盲童接受教育，为广州第一所盲人学校。初只收女盲童，后兼收男盲童。1938年，广州沦陷，该地改由教会举办。1945年，增办初中；1949年前停办，1949年后，由政府接管，成为盲人教养所。1970年代，曾当工厂使用。1990年代，书院主教学楼改为桃李小学校舍。

## 建筑情况
明心书院大楼坐西北朝东南，三层，为红砖外墙，面阔30.9米，深16.91米，建筑占地面积522.5平方米。